# Hee dans met mij
Hee dans met mij is een single van het Jack de Nijs Sextet. Met deze 6-mansformatie bracht hij ook de voorganger Marian (1972) uit. Na deze single ging De Nijs verder in het Engels en werd hij bekend als Jack Jersey.
De Nijs schreef Hee dans met mij samen met Henk Taal. De tekst gaat over een meisje dat naar hem lonkt. Hij nodigt haar uit om met hem te dansen. Op de B-kant staat het nummer Sophia Loren waarmee hij in 1970 zijn debuut maakte als solozanger en dat hij geheel zelf schreef.
De single kwam in Nederland en België uit en stond in Nederland 8 weken lang in de Tipparade. Hee dans met mij verscheen niet op een reguliere elpee, maar wel op het album 3 In 1. Deze bracht hij samen met Jan Boezeroen en Cock van der Palm uit. Daarnaast kwam het in 1973 op het verzamelalbum Op losse groeven 6 te staan van het gelijknamige muziekprogramma van de TROS.